# Selección navideña
Selección Navideña es el quinto álbum del arpista Hugo Blanco y el primero con motivos navideños, grabado en diciembre de 1962 para el Palacio de la Música. En esta producción salen creaciones como:Alegre, Parrandeando, Merengue de Navidad, entre otras.

## Pistas
| Nº  | Canción                                                               | Duración |
| --- | --------------------------------------------------------------------- | -------- |
| 1.  | "Selección Navideña" (*) Tradicional/Guillermo García/Domingo Higuera |          |
| 2.  | "Maracaibo" Hugo Blanco                                               |          |
| 3.  | "El Carnaval" Recopilación: Hugo Blanco                               |          |
| 4.  | "La Sirena" Luis Arismendi; Hugo Blanco                               |          |
| 5.  | "Por La Mañanita" Luis Arismendi                                      |          |
| 6.  | "Navidad" Hugo Blanco                                                 |          |
| 7.  | "Parrandeando" Hugo Blanco                                            |          |
| 8.  | "El León" Hugo Blanco; Luis Arismendi                                 |          |
| 9.  | "Alegre" Hugo Blanco                                                  |          |
| 10. | "Mañaneando" Hugo Blanco                                              |          |
| 11. | "Merengue de Navidad" Hugo Blanco                                     |          |

-Selección Navideña, incluye en la mezcla: El Perico, Un Feliz Año Pa' Ti y El Tucusito.